# Ландауэр, Рольф
Рольф Ландауэр (англ. Rolf Landauer; 4 февраля 1927, Штутгарт — 27 апреля 1999, Уэстчестер, Нью-Йорк) — американский физик, внесший важный вклад в различные области термодинамики обработки информации, физики конденсированного состояния и проводимости неупорядоченных сред.

## Биография
Ландауэр родился 4 февраля 1927 года в Штутгарте. Он эмигрировал в США в 1938 году, во время преследования евреев нацистами. Получил степень бакалавра в Гарвардском университете в 1945 году. После службы в ВМС США помощником электрика он получил в Гарварде докторскую степень в 1950 году.
Проработав два года в НАСА, он перешёл на работу в исследовательское подразделение IBM, где начал работу над полупроводниками. В составе команды из двух человек, управлявших исследовательским отделом IBM в середине 1960-х, он участвовал в ряде программ, в том числе в работе над полупроводниковыми лазерами.
После 1969 года большая часть его исследований была связана с теорией информации и её прикладными аспектами.
Умер 28 апреля 1999 года от рака мозга.

## Научная деятельность
В 1961 году сформулировал принцип Ландауэра, согласно которому при любой логически необратимой операции по манипулированию информацией, такой как стирание небольшого количества памяти, энтропия увеличивается, и соответствующее количество энергии рассеивается в виде тепла. Этот принцип актуален для обратимых вычислений, квантовой информации и квантовых вычислений. Формула Ландауэра, связывающая электрическое сопротивление проводника с его рассеивающими свойствами, также названа в его честь.

## Награды и признание
- Фелло Института инженеров электротехники и электроники (англ. IEEE Fellow).
- Член Национальной инженерной академии США.
- Член Национальной академии наук США[2].
- Фелло Американской академии искусств и наук (англ. AAAS Fellow).
- Медаль Стюарта Баллантайна (1992).
- Премия Оливера Бакли (1995).
- Медаль Эдисона IEEE (1998).